# Paraturbanella armoricana
Paraturbanella armoricana is een buikharige uit de familie Turbanellidae. Het dier komt uit het geslacht Paraturbanella. Paraturbanella armoricana werd in 1954 voor het eerst wetenschappelijk beschreven door Swedmark. 